# Daniel Wilhelm Brunnquell
Johann Daniel Wilhelm Brunnquell (1753 – 1818) war von 1811 bis 1813 Oberbürgermeister von Weimar.
Brunnquell war über seine Tätigkeit im Wegebau Weimars auch mit Goethe verbunden. Brunnquell hatte 1787 während Goethes italienischen Reise gewissermaßen diesen Bereich von Goethe übernommen. Seit dem 12. November 1787 war der Wegebauinspektor Brunnquell mit Dorothea Sophie Gertrude Brunnquell, geb. Gleichmann, verwitwete Kühne, verheiratet. Zumindest in einem Brief Goethes an Christiane von Goethe vom 25. August 1814 wurde Brunnquell als „Rat“ tituliert. Auch privat war Brunnquell mit Goethe verbunden. Brunnquell gilt als Erbauer der Straße von Weimar nach Jena. Er war Schwager des Forstrats und Kartographen Franz Ludwig Güssefeld.
Brunnquell wurde auf dem Jacobsfriedhof Weimar begraben.

## Werke
- Charte über einen grossen Theil derer dem Heerzog. Haus Sachsen Weimar gehörigen Thüring. Ober Geleits, Geleit auch Land und Post Strassen, 1. Januar 1783.